# Estrella de Scholz
La estrella de Scholz (Scholz’s Star, designación WISE WISE 0720−0846 o completamente WISE J072003.20−084651.2) es un sistema estelar binario tenue a 22 años luz (6,8 parsecs) del Sol, en la constelación de Monoceros, cerca del plano galáctico.
Fue descubierta en 2013 por el astrónomo alemán Ralf-Dieter Scholz.
En 2015, el astrofísico estadounidense Eric Mamajek y sus colaboradores descubrieron que el sistema pasó a través de la nube de Oort (de nuestro sistema solar) hace aproximadamente 70 000 años, y lo denominó «estrella de Scholz».

## Características
La primaria es una enana roja con una clasificación estelar de M9 ± 1 y 86 ± 2 masas de Júpiter.
La secundaria es probablemente una enana marrón T5 con 65 ± 12 masas de Júpiter.
El sistema tiene 0,15 masas solares.
El par orbita a una distancia de aproximadamente 0,8 unidades astronómicas (120 millones de kilómetros), con un período de aproximadamente 4 años.
El sistema tiene una magnitud aparente de 18,3 y se estima que tiene entre 3 000 y 10 000 millones de años.
Con un paralaje de 166 ms (0,166 segundos de arco), se sabe que alrededor de 80 sistemas estelares están más cerca del Sol. Es un descubrimiento tardío, en lo que respecta a las estrellas cercanas, porque los esfuerzos pasados se concentraron en objetos de alto movimiento propio. 

## Sobrevuelo del sistema solar
Las estimaciones indican que hace unos 70 000 años el sistema WISE 0720−0846 pasó a unas 52.000 unidades astronómicas (0,25 parsecs; 0,82 años luz) del Sol.
El 98 % de las simulaciones matemáticas de la trayectoria del sistema estelar indicaron que pasó a través de la nube de Oort de nuestro sistema solar, o dentro de 120 000  (0,58 pc; 1,9 al) del Sol. 
Los cometas perturbados por la nube de Oort necesitarían aproximadamente 2 millones de años para llegar al interior del sistema solar.
En la aproximación más cercana, el sistema habría tenido una magnitud aparente de aproximadamente 11,4 y se habría visto mejor desde latitudes altas en el hemisferio norte.
Se espera que una estrella atraviese la nube de Oort cada 100 000 años aproximadamente. Se espera que ocurra un acercamiento tan cercano o cercano a 52 000 AU aproximadamente cada 9 millones de años.
En una estimación reciente, WISE J0720−0846AB pasó dentro de 68,7 ± 2,0 kUA del Sol hace 80,5 ± 0,7 kAL.
En aproximadamente 1.4 millones de años, Gliese 710 alcanzará un perihelio de entre 8 800 y 13 700 UA.
En 2018, se publicó más investigación que indica que la perturbación de la nube de Oort tendrá un efecto mayor que el indicado en la investigación inicial.

## Nominación
La estrella fue descubierta por primera vez como cercana por el astrónomo alemán Ralf-Dieter Scholz (años 1950‑), anunciado en arXiv en noviembre de 2013.
Dada la importancia de que el sistema haya pasado tan cerca del sistema solar en tiempos prehistóricos, el astrofísico estadounidense Eric Mamajek (años 1970‑) y sus colaboradores llamaron al sistema Scholz’s star en su artículo, discutiendo la velocidad de la estrella y su trayectoria pasada.